# Sälens högfjällshotell
Sälens högfjällshotell är ett hotell cirka tio kilometer väster om Sälen i Transtrandsfjällen, Dalarna. Det är den äldsta storskaliga vintersportanläggningen i Sälenområdet. Under ledning av Johan Wilhelm Klüver började hotellet projekteras 1935 och byggas 1936 under namnet Sälens Kur & Högfjällshotell. Hotellet började projekteras 1935 och byggas 1936. Efter att Klüver drabbats av likviditetsproblem 1953 tog långivarna över hotellrörelsen.
På 1980-talet köptes hotellet av Lindvallen.